# Francisco Simón Conesa Ferrer
Francisco Simón Conesa Ferrer (Elche, 25 de agosto de 1961) es un sacerdote católico español, que fue obispo de Menorca (2017-2022) y desde el 3 de enero de 2022 es obispo de Solsona.

## Biografía

### Primeros años y formación
Nació en la localidad de Elche el 25 de agosto de 1961, en el seno de una familia profundamente cristiana. Es el mayor de cuatro hermanos. Sus padres, Francisco Conesa y Rosa Ferrer, eran personas profundamente creyentes y sencillas, que estuvieron implicados en la vida parroquial, fundamentalmente con grupos de matrimonios.
Bautizado en la parroquia del Sagrado Corazón de Jesús cuatro días después de su nacimiento, su infancia estuvo ligada a la parroquia de San Agatángelo de Elche, donde era monaguillo.
A los 12 años ingresó en el Seminario Diocesano de Orihuela, donde realizó los últimos cursos de educación básica, el bachillerato y los años de filosofía. Desde Orihuela se trasladó a Alicante, donde cursó los últimos años de preparación para el sacerdocio.
En 1987 inició los estudios universitarios en la Universidad de Navarra donde adquirió los grados de licenciado en Filosofía en 1991 y doctor en la misma materia en 1995 con la tesis titulada Dios y el mal: la defensa del teísmo frente al problema del mal según Alvin Plantinga. En la facultad de Teología de la misma universidad alcanzó los grados de licencatrua en 1991 y de doctorado en 1994, este último con la tesis Fe y conocimiento. Estudio sobre el valor cognoscitivo de la fe en la filosofía analítica, que obtuvo premio extraordinario.

### Presbiterado
El 29 de septiembre de 1985 fue ordenado presbítero en la basílica de Santa María de Elche, por Pablo Barrachina y Estevan.
Fue vicario en la parroquia de la Inmaculada de San Vicente del Raspeig (1994-1996) y en la parroquia de Nuestra Señora de Gracia de Alicante (1997).
Desde 1998 hasta 2014 ha sido vicario general de la diócesis de Orihuela-Alicante, con los obispos Victorio Oliver Domingo, que lo nombró, y Rafael Palmero Ramos (2006-2012) y Jesús Murgui (2012-2014), que lo mantuvieron.  
También fue canónigo magistral de la catedral de Orihuela entre 2012 y 2016.
En marzo de 2014 inició su ministerio como párroco y rector de la basílica de Santa María de Elche, que terminó al ser nombrado obispo. Asimismo presidió el Patronato del Misterio de Elche y fue consiliario de la Junta Mayor de Cofradías de Semana Santa de Elche.

### Docencia
Entre 1992 y 2016 fue profesor en el Seminario Diocesano de Orihuela-Alicante de asignaturas relacionadas con teología fundamental, filosofía del lenguaje y filosofía de la religión, y desde 1999 hasta 2016 fue profesor de la asignatura Teología de la revelación en el Instituto Superior de Ciencias Religiosas «San Pablo» de Alicante.
Desde 1994 colaboró como profesor asociado de Teología fundamental y dogmática en la Universidad de Navarra, donde ha impartido diversos cursos de licenciatura y la asignatura Filosofía de la religión.
También ha formado parte de la Cátedra Arzobispo Loazes de la Universidad de Alicante. 

### Episcopado

#### Obispo de Menorca
El 27 de octubre de 2016, el papa Francisco lo nombró obispo de Menorca y el 7 de enero de 2017 fue consagrado y tomó posesión de la diócesis en la catedral de Ciudadela. En la CEE es miembro de la Comisión Episcopal de Doctrina de la Fe desde marzo de 2017. 

#### Obispo de Solsona
El 3 de enero de 2022, el papa Francisco lo nombró obispo de Solsona, tomando posesión de la diócesis el 12 de marzo de 2022.
En abril de 2022 fue elegido presidente de la Subcomisión Episcopal para las relaciones interconfesionales y el diálogo interreligioso. También desde abril de 2022 es presidente del Secretariado Interdiocesano de Catequesis de Cataluña y las Islas Baleares y desde julio de 2022 el encargado de las reuniones de los delegados diocesanos de ecumenismo y relaciones interreligiosas de Cataluña.
Participó en representación de la Conferencia Episcopal Española en la primera sesión de la XVI Asamblea general ordinaria del Sínodo de los Obispos (4 al 29 de octubre de 2023).
El 5 de marzo de 2024 fue elegido presidente de la Comisión Episcopal para la Doctrina de la Fe.

## Obras
Durante sus años en la diócesis de Orihuela-Alicante continuó su formación con lecturas, investigaciones y publicaciones, centradas en la filosofía de la religión, la teología fundamental, la relación entre fe y razón, el problema del mal, la Teología de las religiones, la increencia contemporánea y el Misterio de Elche.
Algunas obras:
- Creer y conocer. El valor cognoscitivo de la fe en la filosofía analítica (1994).
- Dios y el mal. La defensa del teísmo frente al problema del mal según Alvin Plantinga (1996).
- Filosofía del Lenguaje (coautor con J. Nubiola) (1999).
- La Asunción de María en la teología y en el Misteri d’Elx  (coeditor con F. Rodríguez) (2000).
- El cristianismo, una propuesta con sentido (editor) (2005).
- El nuevo ateísmo. Hoja de ruta (coautor con J. M. Cejas) (2012).
- El eclipse de Dios. Veinte náufragos y nuevos ateos (coautor con J. R. Ayllón) (2012).